# Grinderman
Grinderman is een rockgroep gevormd door Nick Cave en enkele leden van The Bad Seeds. In 2007 brachten ze hun eerste album uit, genoemd naar de groepsnaam. Drie jaar later, in 2010, werd het tweede album uitgebracht, genaamd Grinderman 2. Op 10 december 2011 kondigde de groep onaangekondigd aan per direct uit elkaar te gaan.

## Discografie

### Albums
| Album met eventuele hitnotering(en) in de Nederlandse Album Top 100 | Datum van verschijnen | Datum van binnenkomst | Hoogste positie | Aantal weken | Opmerkingen |
| ------------------------------------------------------------------- | --------------------- | --------------------- | --------------- | ------------ | ----------- |
| Grinderman                                                          | 02-03-2007            | 10-03-2007            | 35              | 5            |             |
| Grinderman 2                                                        | 10-09-2010            | 18-09-2010            | 16              | 8            |             |

| Album met hitnotering(en) in de Vlaamse Ultratop 200 albums | Datum van verschijnen | Datum van binnenkomst | Hoogste positie | Aantal weken | Opmerkingen |
| ----------------------------------------------------------- | --------------------- | --------------------- | --------------- | ------------ | ----------- |
| Grinderman                                                  | 2007                  | 10-03-2007            | 6               | 14           |             |
| Grinderman 2                                                | 2010                  | 18-09-2010            | 1(1wk)          | 13           |             |
| Grinderman 2 RMX                                            | 23-03-2012            | 07-04-2012            | 71              | 1            |             |

## Bezetting
- Nick Cave: zang, elektrische gitaar, elektrisch orgel, piano
- Warren Ellis: elektrische bouzouki, fendocaster, viool, akoestische gitaar, backing vocals
- Martyn Casey: basgitaar, akoestische gitaar, backing vocals
- Jim Sclavunos: drums, percussie, backing vocals